# Името на розата (филм)
„Името на розата“ (на италиански: Il nome della rosa) е историческа религиозна филмова драма от 1986 г. на режисьора Жан-Жак Ано с участието на Шон Конъри и Крисчън Слейтър. Сценарият е базиран на едноименната книга на Умберто Еко.

## Сюжет
Внимание:  Текстът по-долу разкрива сюжета на произведението (или части от него)!
Филмът ни отвежда в XIV век, където разказва историята на францисканския монах Уилям (Конъри) и неговия послушник Адсон (Слейтър), които пристигат в голям бенедиктински манастир. Там те разследват поредица мистериозни смъртни случаи в навечерието на важна църковна конференция.

## В ролите
| Актьор                | Роля               |
| --------------------- | ------------------ |
| Шон Конъри            | Уилям от Баскервил |
| Крисчън Слейтър       | Адсон от Мелк      |
| Майкъл Лонсдейл       | абатът             |
| Ф. Мъри Ейбръхам      | Бернардо Гуи       |
| Хелмут Квалтингер     | Ремиджо            |
| Иля Баскин            | Северин            |
| Фолкер Прехтел        | Малахий            |
| Фьодор Шаляпин младши | Хорхе              |
| Уилям Хайки           | Убертино           |
| Михаел Хабек          | Беренгарий         |
| Урс Алтхаус           | Венанций           |
| Валентина Варгас      | момичето           |
| Рон Пърлман           | Салваторе          |

## Продукция
Режисьорът Ано прекарва четири години в подготвянето на филма, обикаляйки САЩ и Европа в търсене на идеалния мултиетнически актьорски състав с интересни и отличаващи се лица. В началото той се съпротивлява на предложението да вземе Шон Конъри за главната роля, опасявайки се да не натовари героя на Уилям, който е смес между Шерлок Холмс и Уилям Окам, с добавянето и на Джеймс Бонд, чийто персонаж донася световна слава на Конъри. По-късно, след като не харесва никого за ролята, режисьорът отстъпва пред ерудицията на Конъри и го кани да изиграе главния персонаж в „Името на розата“. Умберто Еко обаче продължава да е с резерви към избора, все още под впечатление за Агент 007. Филмовото студио „Колумбия“ също е с резерви и се оттегля от проекта. Така филмът става копродукция на няколко държави без участието на САЩ. Крисчън Слейтър е избран след мащабно прослушване на младежи в юношеска възраст. Екстериорните декори са построени като точно копие на действащ манастир. Издигнати са на хълм в покрайнините на Рим и представляват най-големия строен декор в Европа след този за филма Клеопатра. Голяма част от интериорните снимки са извършени в германския манастир Ебербах. Повечето от реквизита, включително старите ръкописи, е изработен специално за продукцията.

## Награди и Номинации
Награди „Златен Екран“ (Германия) 
- Награда „Златен Екран“

Френски филмови награди „Сезар“ 
- Награда за най-добър чуждоезичен филм